# 任扶善
任扶善（1915年5月4日—2022年12月13日），生于辽宁省营口市，中国经济学家，被誉为新中国劳动经济学专业的创始人和奠基人之一。